# Moulin de Choiseau
Le moulin de Choiseau est un édifice du XVIe siècle situé à Cély-en-Bière, en France. Il est classé monument historique depuis 1985.

## Situation et accès
L’édifice est accessible par la route de Fontainebleau (route départementale 11), dans un écart à la sortie sud-est du village de Cély-en-Bière, en limite communale avec Fleury-en-Bière. Plus largement, il se trouve dans le département de Seine-et-Marne, en région Île-de-France.

## Histoire
Les premiers documents datent de 1369. Le « Moulin de Choiseau » est cité dans un parchemin « La coutume d’usage de la rivière descolle Lesueron » (Archives Nationales), mais l’édifice actuel date en majeure partie du 16e s.
Le moulin dépendait de la Seigneurie de Fleury jusqu'à la Révolution et il ne cessa de fonctionner qu'à la mort de son ancien meunier lors de la Première Guerre mondiale. Depuis cette date, l’édifice tomba peu à peu en ruine, à la suite d'un litige entre son propriétaire et son locataire cultivateur.
Une instance de classement fut instaurée sur demande de la Fédération nationale des moulins et de Henri Raulin, conservateur en chef du musée des Arts et Traditions populaires. Il figure à ce titre sur le corpus de l’Architecture rurale française Ile-de-France - Orléanais, (Editions Berger Levrault, 1986), dans lequel il est considéré comme l'un des moulins les plus représentatifs d’Ile-de-France.
En état de péril, il fut entièrement restauré en 1986 par le nouveau propriétaire, Pierre Thiébaut, architecte des Bâtiments de France, qui transforma pour partie l’édifice en écomusée (association loi de 1901).

## Structure
Situé dans le parc régional du Gâtinais français et dans le site classé du ru de Rebais, l’édifice est caractéristique de l’architecture de l’ancien pays de Bière : murs en appareillages de grès de Fontainebleau et toitures en tuiles plates provenant de la tuilerie locale de Bezanleu. Son plan s’organise autour d’une cour, délimitée à l’ouest par le canal d’amenée d’eau sur lequel se situent un petit lavoir à usage familial et la roue à aubes en bois de châtaignier, au sud par le bâtiment d’habitation abritant la salle du mécanisme et des meules, à l’est et au nord, par des granges de stockage et une imposante charreterie sur rue. Sur le mur extérieur figure une inscription peinte d’origine « ici l’on moult à volonté ».
|  |  |  |

## Statut patrimonial et juridique
Le moulin, avec son mécanisme, les façades et toitures des bâtiments annexes entourant la cour y compris l'inscription sur le mur du moulin côté route, le canal d'amenée d'eau font communément l’objet d’un classement au titre des monuments historiques par arrêté du 25 novembre 1985, en tant que propriété privée.